# Елісавет Містакіду
Елісавет «Еллі» Містакіду (грец. Ελισάβετ «Ελλη» Μυστακίδου, 14 серпня 1977, Янниця, Греція) — грецька спортсменка, олімпійська срібна призерка з тхеквондо 2004 в Афінах у ваговій категорії до 67 кг.
Брала участь також в літніх Олімпійських іграх 2008 року в Пекіні, проте посіла лише 11 місце.